# (10013) Stenholm
(10013) Stenholm (1978 RR8) – planetoida z pasa głównego asteroid okrążająca Słońce w ciągu 3,81 lat w średniej odległości 2,44 j.a. Odkryta 2 września 1978 roku.